# Menzbiers Murmeltier
Menzbiers Murmeltier (Marmota menzbieri) ist eine Art aus der Familie der Hörnchen. Das Verbreitungsgebiet ist ungewöhnlich klein und umfasst nur den Westen des Tianshan. Es ist nach dem russischen Zoologen Michail Alexandrowitsch Menzbier benannt.
Menzbiers Murmeltier ist mit einer Körperlänge von 40 bis 45 Zentimeter und einem durchschnittlichen Körpergewicht von 2,5 Kilogramm die kleinste Murmeltierart.
Es wird wegen seiner geringen Größe, seiner charakteristischen Fellfarbe, seinem eigentümlichen Ruf, der sich von dem der anderen Murmeltiere unterscheidet sowie dem deutlich anders gebauten Penisknochen (er ist fast gerade und weist an der Spitze keine Verbreiterung auf) als selbständige Art eingestuft.
Die Habitate dieser Art weisen sehr ähnliche Charakteristika auf. Die Tiere siedeln auf steilen Hängen, die eine dichte und gut ausgebildete Rasendecke haben. Das Murmeltier nutzt dabei bevorzugt Hänge, die neben früh schneefreien Flächen auch Flächen mit lang anhaltenden Schneeflächen aufweisen. Diese während des Sommerhalbjahres langsam abtauenden Flächen geben ausreichend Feuchtigkeit ab, so dass ständig neue Pflanzen mit jungen, saftigen Trieben nachwachsen, welche diese Murmeltiere als Nahrung bevorzugen.